# Skoky na lyžích na Zimních olympijských hrách 1988
Skoky na lyžích na Zimních olympijských hrách 1988 v Calgary zahrnovaly tři  soutěže ve skocích na lyžích. Místem konání byla Alberta Ski Jump Area v Kanadském olympijském parku.
Soutěžní program ve skocích na lyžích byl rozšířen o soutěž družstev. Nejvýraznějším skokanem byl Matti Nykänen, který vyhrál jak obě soutěže jednotlivců, tak s finským družstvem i týmovou soutěž. Československo získalo v závodě na středním můstku druhé (Pavel Ploc) a třetí místo (Jiří Malec). 

## Přehled medailí
| Pořadí | Země                 | Zlato | Stříbro | Bronz | Celkově |
| ------ | -------------------- | ----- | ------- | ----- | ------- |
| 1.     | Finsko (FIN)         | 3     | 0       | 0     | 3       |
| 2.     | Československo (TCH) | 0     | 1       | 1     | 2       |
| 3.     | Jugoslávie (YUG)     | 0     | 1       | 1     | 2       |
| 3.     | Norsko (NOR)         | 0     | 1       | 1     | 2       |
| Celkem | Celkem               | 3     | 3       | 3     | 9       |

## Medailisté

### Muži
| Disciplína            | Zlato                                                                        | Výkon | Stříbro                                                                 | Výkon | Bronz                                                                                    | Výkon |
| --------------------- | ---------------------------------------------------------------------------- | ----- | ----------------------------------------------------------------------- | ----- | ---------------------------------------------------------------------------------------- | ----- |
| střední můstek        | Matti Nykänen · Finsko (FIN)                                                 | 229.1 | Pavel Ploc · Československo (TCH)                                       | 212,1 | Jiří Malec · Československo (TCH)                                                        | 211,8 |
| velký můstek          | Matti Nykänen · Finsko (FIN)                                                 | 224.0 | Erik Johnsen · Norsko (NOR)                                             | 207,9 | Matjaž Debelak · Jugoslávie (YUG)                                                        | 207,7 |
| velký můstek družstva | Finsko · Ari-Pekka Nikkola · Matti Nykänen · Tuomo Ylipulli · Jari Puikkonen | 634,4 | Jugoslávie · Primož Ulaga · Matjaž Zupan · Matjaž Debelak · Miran Tepeš | 625,5 | Norsko · Ole Christian Eidhammer · Jon Inge Kjørum · Ole Gunnar Fidjestøl · Erik Johnsen | 596,1 |